# El Villar de Arnedo
El Villar de Arnedo település Spanyolországban, La Rioja autonóm közösségben. El Villar de Arnedo Arnedo, Tudelilla, Ocón, Ausejo és Pradejón községekkel határos. Lakosainak száma 617 fő (2024).

## Népesség
A település népessége az elmúlt években az alábbi módon változott:
| Lakosok száma | 652  | 656  | 640  | 661  | 652  | 641  | 605  | 593  | 593  | 617  |
|               | 2001 | 2004 | 2007 | 2009 | 2012 | 2014 | 2017 | 2019 | 2022 | 2024 |